# Человек года (Financial Times)
Каждый год британская деловая газета Financial Times выбирает человека года, который, по мнению газеты, оказал наибольшое влияние в данном году.

## Список людей года по версииFT
- 2024: Дональд Трамп (45-й и 47-й Президент США)
- 2023: Ларс Йоргенсен[англ.] (главный исполнительный директор Novo Nordisk)
- 2022: Владимир Зеленский (президент Украины)
- 2021: Илон Маск (генеральный директор Tesla Inc. и SpaceX)
- 2020: Угур Шахин и Озлем Тюреджи (медики и основатели BioNTech)[1]
- 2019: Сатья Наделла (генеральный директор Microsoft)
- 2018: Джордж Сорос[2] (американский трейдер и финансист)
- 2017: Сьюзан Фаулер[3] (американская писательница и инженер программного обеспечения)
- 2016: Дональд Трамп (45-й и 47-й Президент США)[4]
- 2015: Ангела Меркель (федеральный канцлер Германии)[5]
- 2014: Тим Кук (генеральный директор Apple Inc.)[6]
- 2013: Джек Ма (основатель Alibaba Group)[7]
- 2012: Марио Драги (президент Европейского центрального банка)[8]
- 2011: Мохамед Буазизи (инициатор арабской весны)
- 2010: Стив Джобс (генеральный директор Apple, Inc.)
- 2009: Ллойд Бланкфейн (генеральный директор Goldman Sachs)
- 2008: Барак Обама (44-й Президент США)
- 2007: Жан-Клод Трише (президент Европейского центрального банка)
- 2006: Лакшми Миттал (генеральный директор ArcelorMittal)
- 2005: Сергей Брин и Ларри Пейдж (соучредители Google)
- 2004: Элиот Спитцер (генеральный прокурор Нью-Йорка)
- 2003: Джеффри Иммельт (генеральный директор General Electric)[9]
- 2002: Джордж Буш-младший (43-й президент США)
- 2001: Говард Лютник (генеральный директор Cantor Fitzgerald и BGC Partners[англ.])
- 2000: Крейг Вентер (исследователь генома)[10]
- 1999: Джон фон Нейман (эрудит и изобретатель)
- 1998: Алан Гринспен (председатель Федеральной резервной системы (1987—2006))
- 1997: Тони Блэр (премьер-министр Великобритании (1997—2007))
- 1996: Руперт Мердок (основатель и генеральный директор News Corp.)
- 1994: Билл Гейтс (соучредитель и генеральный директор Microsoft)
- 1993: Эдуар Балладюр (премьер-министр Франции (1993—1995))
- 1992: Дэн Сяопин (лидер Китайской Народной Республики)
- 1991: Джеймс Бейкер (госсекретарь США (1989—1992))
- 1990: Гельмут Коль (канцлер Германии (1982—1998))
- 1989: Михаил Горбачев (лидер Советского Союза (1985—1991))
- 1988: Генри Кравис[англ.] и Джордж Робертс[англ.] (основатели KKR)
- 1987: Маргарет Тэтчер (премьер-министр Великобритании (1979—1990))
- 1986: Ясухиро Накасонэ (премьер-министр Японии (1982—1987))
- 1985: Михаил Горбачев (лидер Советского Союза (1985—1991))
- 1984: Альберт Холл (представляющий Армию безработных[англ.])
- 1983: Джон Опель (генеральный директор IBM (1981—1985))
- 1982: Джордж П. Шульц (госсекретарь США (1982—1989))
- 1981: Франсуа Миттеран (президент Франции (1981—1995))
- 1980: Лех Валенса (лидер польского движения «Солидарность»)
- 1978: Дэн Сяопин (старший вице-премьер Китайской Народной Республики)
- 1977: Анвар Садат (президент Египта (1970—1981))
- 1976: Джимми Картер (39-й президент США (1977—1981))
- 1975: Гельмут Шмидт (канцлер Германии (1974—1982))
- 1974: Гарольд Уилсон (премьер-министр Великобритании (1964—1970 и 1974—1976))
- 1973: Фейсал ибн Абд аль-Азиз (король Саудовской Аравии)
- 1972: Генри Киссинджер (госсекретарь США (1973—1977))
- 1970: Жан Рей (второй председатель Европейской комиссии)